# Сбытовая логистика
Сбытовая логистика — комплекс взаимосвязанных функций, реализуемых в процессе распределения вещественного и сопутствующих ему (информационного, денежного и сервисного) потоков между разными потребителями.

Сбытовая логистика называется также распределительной логистикой, маркетинговой логистикой (англ. marketing logistics). 

Основной целью сбытовой логистики является обеспечение доставки нужных товаров в нужное место, в нужное время с оптимальными затратами.

Задачи сбытовой логистики:
- Доставить потребителю продукцию своевременно.
- Доставить потребителю продукцию в нужном количестве.
- Доставить потребителю продукцию без ущерба для её качества.
- Доставить потребителю продукцию с минимальными затратами.

В процессе решения задач распределительной логистики необходимо найти ответы на следующие вопросы:по какому каналу довести продукцию до потребителя; как упаковать продукцию; по какому маршруту отправить; нужна ли логистике сеть складов, если да, то какая, где и сколько; какой уровень обслуживания обеспечить, а также на ряд других вопросов.

Объектом изучения сбытовой логистики являются материальный и сопутствующие ему (генерируемые им) информационный, финансовый и сервисный потоки.

Субъектами сбытовой логистики являются участники сбытовой сети: производители; посреднические институты, агрегирующие разные функции продвижения товарно-материального потока (торговые и функциональные посредники); конечные потребители. Из них субъекты на микроуровне — это: отдел логистики; отдел сбыта; склады; транспортный отдел; отдел информационного обеспечения; финансовый отдел; отдел стандартизации и качества. На макроуровне: сбытовые организации; распределительные центры и склады; транспортные организации; страховые компании; компании информационной поддержки; торговые организации; консультационные фирмы; потребительские союзы. 

Функции сбытовой логистики

Все мнения по поводу функционального наполнения сбытовой логистики сконцентрировались в двух подходах:

1. состав основных и поддерживающих функций ,

2. идентификация и различие функций сбытовой логистики на микро и макроуровнях .

Состав основных функций сбытовой логистики:
- Сбыт
- Хранение
- Транспортировка

К которым на микроуровне можно отнести следующие: 
- организация получения и обработки заказов;
- планирование процесса реализации;
- выбор упаковки продукции, её комплектация и консервирование;
- организация отгрузки продукции;
- контроль за транспортировкой к месту потребления и доставка продукции потребителю;
- организация послереализационного обслуживания;
- учет движения готовой продукции на складах;

На макроуровне: 
- построение организационной структуры распределительных каналов и сети;
- дислокация дистрибьютивных центров (баз, складов) и других звеньев логистической сети в распределительных каналах;
- транспортировка готовой продукции, возвратной тары и отходов;
- складирование;
- управление запасами, консолидация и рассредоточение товаров;
- передача прав собственности на готовую продукцию; обеспечение сохранности и защиты товаров.

Состав обеспечивающих функций : стандартизация, финансирование, страхование от рисков, информационное и научное обеспечение, логистический сервис. В том числе на микроуровне: поддержание стандартов качества готовой продукции; расчет налоговых платежей и прибыли, бухгалтерский учет; мониторинг выполнения плана поставок продукции. И на макроуровне: страхование рисков; ценообразование; информационно-компьютерная поддержка сбыта и специальных логистических функций.

Сбытовая логистика планирует и обеспечивает доставку продукции от производителя к потребителям, то есть осуществляет:
- постоянное изучение потребительского спроса;
- изучение товаров, создаваемых конкурентами;
- сбор полной информации о товарах собственного производства;
- поиск реальных и потенциальных заказчиков, создание, поддержание и развитие связей с ними;
- выдвижение предложений о путях приспособления собственного производства к нуждам потребителей в целях их максимального удовлетворения;
- отбор каналов сбыта продукции, посредников;
- организацию поставок и их контроль;
- участие в формировании стратегии и тактики предприятия при планировании производства и затрат.

Сбытовая логистика ищет пути и средства оптимизации каналов сбыта. Существование же многочисленных способов организации сбыта позволяет наиболее полно использовать потенциал логистики.

Ключевыми понятиями в сбытовой логистике являются распределительный канал и логистическая сбытовая цепь.

Распределительный канал — это частично упорядоченное множество субъектов, осуществляющих доведение материального потока от источника генерации (продуцента) до места назначения (потребителя). Множество, о котором идет речь, является частично упорядоченным до тех пор, пока не определяются конкретные участники (субъекты) и звенья (пункты трансформации) процесса продвижения материального потока от продуцента к потребителю. Когда это происходит, логистический канал принимает вид логистической цепи.

Таким образом,логистическая сбытовая цепь (ЛСЦ) — это упорядоченное (оптимизированное) множество субъектов, осуществляющих доведение материального потока от источника генерации (продуцента) до места назначения (потребителя).